# ماتئو کارارا
ماتئو کارارا (ایتالیایی: Matteo Carrara؛ زادهٔ ۲۵ مارس ۱۹۷۹) دوچرخه‌سوار اهل ایتالیا است. وی در مسابقات تور دو فرانس و جیرو دیتالیا شرکت کرده است.